# Самурский полк (Белое движение)
Саму́рский полк — воинское подразделение Добровольческой армии и ВСЮР в 1918-1920 гг. Получил название в честь 83-го пехотного Самурского полка Русской императорской армии. Известен как полк, основу которого составили добровольно перешедшие на сторону Добровольческой армии пленные красноармейцы.

## Формирование добровольческого отряда
После атаки дроздовских частей Добровольческой армии у села Белая Глина (Ставропольской губернии) было взято в плен значительное количество мобилизованных красноармейцев. 21 июня 1918 года они были сформированы в Солдатский батальон из 3-х рот, со взятым из Дроздовской дивизии офицерским кадром для командования. После успешных действий в бою 1 июля 1918 года за станцию Тихорецкую батальон в станице Ново-Донецкой был развернут в 1-й пехотный Солдатский полк (в составе 4-х, а затем 6-ти рот).
Доброволец 8-й конно-артиллерийской батареи ВСЮР, подпоручик Василий Матасов так вспоминает первый бой Самурского полка:

Перед станцией Тихорецкой разыгрался упорный бой с красными, имевшими несколько бронепоездов, ведших огонь по нашим цепям. Здесь впервые был пущен в атаку Солдатский, впоследствии Самурский, полк, сформированный из военнопленных красных. Первым его командиром был полковник Шаберт. Полк действовал очень хорошо и, при содействии пластунского батальона и корниловцев Тихорецкая была взята. На станции была захвачена большая военная добыча, несколько эшелонов и 2 бронепоезда.

## Переименование в Самурский полк
14 августа 1918 года в станице Усть-Лабинской в состав 1-го Солдатского полка был введен батальон из 180 штыков, представлявший собой бывший кадр 83-го пехотного Самурского полка Русской императорской армии, сохранивший своё полковое знамя. В связи с этим, в память о традициях старой армии, 1-му Солдатскому полку было присвоено имя Самурского полка.
Командир дроздовцев Антон Туркул дает про Самурский полк и его участие в боевых действиях Гражданской войны такие сведения:

…шел 1-й солдатский батальон, наш белый батальон, только что сформированный из захваченных красных. Среди них не было старых солдат, но одни заводские парни, чернорабочие, бывшие красногвардейцы. Любопытно, что все они радовались плену и уверяли, что советчина со всей комиссарской сволочью им осточертела, что они поняли, где правда.

Вчерашние красногвардейцы первые атаковали Тихорецкую. Атака была бурная, бесстрашная. Они точно красовались перед нами. В Тихорецкой 1-й солдатский батальон опрокинул красных, переколол всех, кто сопротивлялся. Солдаты батальона сами расстреляли захваченных ими комиссаров.

Дроздовский благодарил их за блестящую атаку. Тогда же солдатский батальон был переименован в 1-й пехотный солдатский полк. Позже полку было передано знамя 83-го пехотного Самурского полка, и он стал именоваться Самурским. Много славного и много тяжкого вынесли самурцы на своих плечах в гражданской войне. Бои под Армавиром, под Ставрополем, когда ими командовал израненный и доблестный полковник Шаберт, бои в Каменноугольном районе, все другие доблестные дела самурцев не забудутся в истории гражданской войны.
Самурский полк входил в состав 1-й, затем 3-й пехотной дивизии. В конце 1918 — начале 1919 гг. участвовал в боях на Кубани и в Ставрополье. В марте-июне 1919 года Самурский полк понес большие потери во время оборонительных и наступательных боев в Каменноугольном районе (Донбасс) и на юге Харьковской губернии. Численность полка сократилась с более чем 1300 штыков в марте 1919 года до менее 600 штыков в конце июня 1919 года. В начале августа 1919 года полк участвовал в ликвидации Купянского прорыва красных, а затем был переброшен к реке Псёл севернее Полтавы, где участвовал в наступлении вместе с дроздовскими частями в направлении Ахтырка — Сумы. 3 сентября 1919 года Самурский полк собственными силами взял город Суджу Курской губернии. В середине сентября полк оборонял взятый дроздовцами Дмитриев-Льговский, а затем, отбив атаки, перешёл в контрнаступление. 24 сентября самурцы с боем заняли город Дмитровск Орловской губернии и оттуда двинулись в направлении на Кромы. С конца октября 1919 года под напором РККА началось постепенное отступление Самурского полка вместе с 2-м и 3-м Дроздовскими стрелковыми полками.
14 октября 1919 года полк официально был введен в состав Алексеевской дивизии, но реально вошёл в её состав только 4 декабря. Однако начавшееся в конце октября 1919 года общее отступление частей ВСЮР к Югу повлекло за собой большие потери в личном составе и, как результат, потерю статуса дивизии. По прибытии в Крым, 25 марта 1920 года Алексеевская дивизия была переформирована в Отдельную партизанскую генерала Алексеева пехотную бригаду, в состав которой вошёл и Самурский полк.
30 марта 1920 года, перед погрузкой на корабли для десанта на Геническ, бригада получила новое вооружение: британские винтовки «Ли-Энфилд» и британские орудия. 1 апреля 1920 года десант (640 пехотинцев с 9 пулемётами «Льюис», подводой с патронами и полубатареей из двух британских орудий) был высажен на побережье Азовского моря у села Кирилловка (в 40 верстах к северу от Геническа) и начал движение на Геническ с целью занять город и захватить мост через Сиваш. Десант сумел занять город, но мост оказался сожжён. По приказу командира личный состав переправился в Крым вплавь, под огнём противника, бросив практически всё оружие и снаряжение (после переправы у уцелевших сохранилось лишь несколько револьверов «Наган»). В этой операции Алексеевская бригада понесла значительные потери: из 640 человек убито, тяжело ранено и потонуло до 340. По возвращении в Крым, 16 апреля 1920 года Самурский полк был расформирован и обращен на пополнение Дроздовской дивизии. 21 июня 1920 года он был восстановлен и включен в состав 1-й бригады 6-й пехотной дивизии. В Галлиполи Самурский полк, сведенный в батальон, был включен в состав Алексеевского пехотного полка. 10 июня 1921 года 5 рота (бывший кадр Самурского полка) была включена в состав Дроздовского стрелкового полка как 8-я рота. 24 августа 1921 года 8-я рота была переименована в 7-ю роту. С окончанием Галлиполийского сидения самурская 7-я рота в составе Дроздовского стрелкового полка оставалась кадрированной частью вплоть расформирования и реорганизации армии. До конца 1930-х гг. чины полка в эмиграции разъехались в разные страны Европы и Америки.

## Численность полка
|                  | на 1 марта 1919 года | на 20 июня 1919 года | на 1 июля 1919 года | на 5 октября 1919 года |
| ---------------- | -------------------- | -------------------- | ------------------- | ---------------------- |
| Штыков           | 1337                 | 591                  | 795                 | 1304                   |
| Сабель           | нет данных           | нет данных           | нет данных          | 120                    |
| Пулемётов        | 32                   | 26                   | 26                  | 26                     |
| Орудий           | нет данных           | нет данных           | нет данных          | 13                     |
| Бронеавтомобилей | нет данных           | нет данных           | нет данных          | 2                      |

Источники:,.

## Командиры
- полковник К. А. Кельнер (до 19 июля 1918 года),
- полковник Н. Н. Дорошевич (19 июля — начало августа 1918 года),
- подполковник (полковник) К. Г. Шаберт (14 августа, сентябрь — 29 октября 1918 года),
- полковник Сипягин (14 августа — сентябрь 1918 года),
- полковник М. А. Звягин (29 октября — декабрь 1918 года, 18 мая — ноябрь 1919 года),
- полковник Ильин (декабрь 1918 — 18 мая 1919),
- полковник Е. И. Зеленин (нач. декабря 1919 — 16 апреля 1920 года),
- полковник Д. В. Житкевич (21 июня — ноябрь 1920 года).